# Dobrzęcino
Dobrzęcino (kaszb. Dobrzãcëno, niem. Dubberzin) – wieś w Polsce położona w województwie pomorskim, w powiecie słupskim, w gminie Kobylnica.
W latach 1975–1998 miejscowość administracyjnie należała do województwa słupskiego.

## Nazwa
Nazwa miejscowości ma pochodzenie słowiańskie i charakter dzierżawczy. Powstała przez dodanie do nazwy osobowej Dobrota (Dobrosław) formantu -ino. Niemiecka nazwa Dubberzin jest adaptacją fonetyczną pierwotnej nazwy słowiańskiej. Polska nazwa Dobrzęcino w miejsce oczekiwanej *Dobrocino jest wynikiem błędnej resubstytucji nazwy niemieckiej z adideacją do nazwy osobowej Dobrzęta.
Rada Języka Kaszubskiego proponuje opartą na polskiej kaszubską formę nazwy Dobrzãcëno.